# Malaltia infecciosa
Una malaltia infecciosa és la manifestació clínica conseqüència d'una infecció provocada per un microorganisme —com bacteris, fongs, virus, protozous, etc.— o per prions. En el cas d'agents biològics patògens de grandària macroscòpica, no es parla d'infecció, sinó d'infestació. L'especialitat en medicina que combat les infeccions és la infectologia.

## Generalitats
Les malalties infeccioses es caracteritzen per l'aparició de símptomes tals com febre, malestar general i decaïment. Tota malaltia infecciosa passa per 4 etapes:
1. El contagi. Quan una persona malalta emmalalteix una altra sana.
2. Període d'incubació. Temps comprès entre l'entrada de l'agent fins a l'aparició dels seus primers símptomes. Aquí el patogen es pot multiplicar i repartir-se per les zones d'atac. El temps varia depenent de la malaltia.
3. Període de desenvolupament. Apareixen els símptomes característics.
4. Convalescència. Es venç la malaltia i l'organisme es recupera.

## Transmissibilitat
Les malalties infeccioses es divideixen en transmissibles i no transmissibles. Les malalties infeccioses transmissibles es poden propagar directament des de l'individu infectat, a través de la pell o les membranes mucoses o, indirectament, quan la persona infectada contamina l'aire per mitjà de la respiració, un objecte inanimat o un aliment. En les malalties infeccioses no transmissibles el microorganisme no es contagia d'un individu a un altre, sinó que requereix unes circumstàncies especials, siguin mediambientals, accidentals, etc., per a la seva transmissió. En aquests casos, les persones infectades no transmeten la malaltia.

## Classificació
Una classificació útil, i clínicament generalitzada, agrupa les malalties infeccioses segons les característiques biològiques de l'agent patogen que les produeix:

### Infeccions bacterianes
| Malaltia      | Agent                                                                                                   | Principals símptomes |
| ------------- | --- | --- |
| Brucel·losi   | Brucella spp.                                                                                           | Febre ondulant, adenopatia, endocarditis, pneumònia |
| Àntrax        | Bacillus anthracis                                                                                      | Febre, pàpula cutània, sèpsia. |
| Còlera        | Vibrio cholerae                                                                                         | Febre, diarrea, vòmits, deshidratació. |
| Diftèria      | Corynebacterium diphtheriae                                                                             | Febre, amigdalitis, lesions a la pell |
| Escarlatina   | Streptococcus pyogenes                                                                                  | Febre, amigdalitis, eritema |
| Erisipela     | Streptococcus spp.                                                                                      | Febre, eritema, pruïja, dolor |
| Febre Q       | Coxiella burnetii                                                                                       | Febre alta, cefalea intensa, miàlgia, confusió, vòmits, diarrea |
| Febre tifoide | Salmonella typhi, Salmonella paratyphi                                                                  | Febre alta, bacterièmia, cefalàlgia, estupor, tumefacció de la mucosa nasal, llengua "torrada", úlceres al paladar; hepatosplenomegàlia, diarrea], perforació intestinal |
|               | | |
| Legionel·losi | Legionella pneumophila                                                                                  | Febre, pneumònia |
| Pneumònia     | Streptococcus pneumoniae, Staphylococcus aureus, Klebsiella pneumoniae, Mycoplasma spp., Chlamydia spp. | Febre alta, expectoració groguenca i/o sanguinolenta, dolor toràcic. |
| Tuberculosi   | Mycobacterium tuberculosis                                                                              | Febre, esgotament, suors nocturnes; necrosi pulmonar |
| Tètanus       | Clostridium tetani                                                                                      | Febre, paràlisi |

### Infeccions víriques
| Malaltia                  | Agent                                                                         | Principals símptomes |
| ------------------------- | ----------------------------------------------------------------------------- | --- |
| COVID-19                  | SARS-CoV-2                                                                    | Febre, tos seca, cansament, hemoptisi, dolor als músculs, artràlgia, dificultat respiratòria, insuficiència respiratòria, cefalàlgia i rinitis     |
| Dengue                    | Flavivirus                                                                    | Febre, dolor intens a les articulacions i músculs, inflamació dels ganglis limfàtics i erupció ocasional de la pell                                |
| Febre groga               | Flavivirus                                                                    | Febre alta, icterícia, sagnat de nas i boca, vòmit negre, bradicàrdia a pesar de la febre, deshidratació                                           |
| Febre hemorràgica d'Èbola | Filovirus                                                                     | Febre alta, postració, miàlgia, artràlgias, dolor abdominal, cefalea, erupcions cutànies hemorràgiques per tot el cos.                             |
| Grip                      | Influenzavirus                                                                | Febre, astènia, cefalea, malestar general, tos seca, dolor de gola; gastroenteritis, vòmits, diarrea.                                              |
| Hepatitis A, B, C, G      | A: Enterovirus (VHA); B: Orthohepadnavirus (VHB); C: Hepacivirus (VHC); G:VHG | Inflamació del fetge; febre, cansament, nàusees, diarrea                                                                                           |
| Herpes                    | Herpesvirus                                                                   | Ampolles cutànies a la boca (herpes labial), als genitals (herpes genital) o a la pell (herpes zòster)                                             |
| Mononucleosi              | Virus d'Epstein-Barr                                                          | Febre, faringitis, inflamació dels ganglis limfàtics, cansament                                                                                    |
| Parotiditis (Galteres)    | Paramixovirus                                                                 | Febre, cefalea, dolor i inflamació de les glàndules salivals                                                                                       |
| Pesta porcina             | Pestivirus                                                                    | Febre, leucopènia, tremolors, paràlisi, mort |
| Poliomielitis             | Enterovirus                                                                   | Inflamació a les neurones motores de la columna vertebral i del cervell que ocasiona paràlisi i atròfia muscular                                   |
| Ràbia                     | Rhabdovirus                                                                   | Febre, vòmits, confusió, agressivitat, al·lucinacions, convulsions, paràlisi, diplòpia, hidrofòbia, coma i mort                                    |
| Refredat                  | Rinovirus, Coronavirus, Ecovirus, Coxsackievirus                              | Esternuts, secreció, congestió i picor nasal, dolor de gola, tos, cefalea, malestar general                                                        |
| Rubèola                   | Rubivirus                                                                     | Febre, cefalea, erupcions a la pell, malestar general, envermelliment dels ulls, faringitis, inflamació dolorosa de ganglis al voltant del clatell |
| SARS                      | SARS-CoV                                                                      | Febre, cefalàlgia, tos, hipòxia, dispnea i cianosi                                                                                                 |
| Xarampió                  | Morbillivirus                                                                 | Febre, erupcions a la pell, tos, rinitis; diarrea, pneumònia, encefalitis                                                                          |
| Varicel·la                | Varicela-zoster                                                               | Febre, cefalea, malestar general, erupció cutània en forma d'ampolles                                                                              |
| Verola                    | Orthopoxvirus                                                                 | Febre alta, malestar, cefalea, forta erupció cutània en forma de pústules, que deixen greus cicatrius a la pell                                    |

### Infeccions fúngiques
- Aspergil·losi
- Candidosi
- Cromomicosi
- Dermatofitosi
- Esporotricosi
- Histoplasmosi
- Otomicosi
- Pitiriasi versicolor
- Queratomicosi

### Infeccions per protozous
Les més importants són:
- Malària
- Amebosi
- Tripanosomosi africana
- Malaltia de Chagas

### Infeccions per prions
- Malaltia de Creutzfeldt-Jakob
- Encefalopatia espongiforme bovina ("Mal de les vaques boges")
- Tremolor ovina (Scrapie)
- Insomni familiar fatal
- Kuru

## Mortalitat
L'Organització Mundial de la Salut registra la informació sobre les morts globals segons la Classificació Internacional de Malalties (ICD, per les sigles en anglès). La taula següent reflecteix les malalties infeccioses que causaren més de 100.000 defuncions durant una estimació feta el 2002. També s'hi inclouen les dades del 1993 per poder-les comparar.
| Classificació | Causa de la mort                            | Morts del 2002 | Percentatge sobre totes les morts | Morts del 1993 | Classificació de 1993 |
| --- | ------------------------------------------- | -------------- | --------------------------------- | -------------- | --------------------- |
| N/A | Totes les malalties infeccioses             | 14,7 milions   | 25,9%                             | 16,4 milions   | 32,2%                 |
| 1 | Infeccions de les vies respiratòries baixes | 3,9 milions    | 6,9%                              | 4,1 milions    | 1                     |
| 2 | VIH/sida                                    | 2,8 milions    | 4,9%                              | 0,7 milions    | 7                     |
| 3 | Gastroenteritis                             | 1,8 milions    | 3,2%                              | 3,0 milions    | 2                     |
| 4 | Tuberculosi (TB)                            | 1,6 milions    | 2,7%                              | 2,7 milions    | 3                     |
| 5 | Malària                                     | 1,3 milions    | 2,2%                              | 2,0 milions    | 4                     |
| 6 | Rubèola                                     | 0,6 milions    | 1,1%                              | 1,1 milions    | 5                     |
| 7 | Tos ferina                                  | 0,29 milions   | 0,5%                              | 0,36 milions   | 7                     |
| 8 | Tètanus                                     | 0,21 milions   | 0,4%                              | 0,15 milions   | 12                    |
| 9 | Meningitis                                  | 0,17 milions   | 0,3%                              | 0,25 milions   | 8                     |
| 10 | Sífilis                                     | 0,16 milions   | 0,3%                              | 0,19 milions   | 11                    |
| 11 | Hepatitis B                                 | 0,10 milions   | 0,2%                              | 0,93 milions   | 6                     |
| 12-17 | Malalties tropicals (6)                     | 0,13 milions   | 0,2%                              | 0,53 milions   | 9, 10, 16-18          |
| Nota: Altres causes de mort inclouen malalties maternals i perinatals (5,2%), deficiències nutricionals (0,9%), malalties no contagioses (58,8%) i ferides (9,1%). |                                             |                |                                   |                |                       |